# Npj Science of Food
Npj Science of Food — це рецензований науковий інтернет-журнал видавництва Nature Portfolio (Springer), який публікує високоякісні та важливі статті статті на теми, пов’язані з безпекою харчових продуктів, комплексним виробництвом, обробкою та пакуванням, змінами та взаємодією поживних речовин й харчових компонентів, а також впливом харчових продуктів на здоров’я.
Журнал підтримує фундаментальні дослідження, які просувають науку про їжу за межі класичного фокусування на переробці, таким чином відповідаючи на основні запити громадськості та промисловості щодо харчових продуктів. Журнал також підтримує дослідження, які можуть призвести до інноваційних технологій і продуктів, які є дружніми для суспільства, одночасно сприяючи цілям сталого розвитку.

## Цілі та сфера застосування
npj Science of Food — це науковий онлайн-журнал із повністю відкритим доступом, який публікує високоякісні та впливові статті з усіх аспектів харчової науки та технологій. Журнал має на меті покращити розуміння всіх аспектів підходу «Єдиного здоров’я» до зв’язку між їжею та здоров’ям людини та сприяти дослідженням, пов’язаним із цілями сталого розвитку ООН.
npj Science of Food охоплює теми, включаючи, але не обмежуючись:
- Наукові досягнення в галузі безпеки харчових продуктів, автентичності та екологічності
- Розвиток політики щодо стійкості та безпеки глобальної системи постачання продовольства
- Багатомасштабні фізико-хімічні зміни та взаємодії між харчовими нутрієнтами та інгредієнтами – від молекулярних до клітинних структур – спричинені поточними та новими методами обробки
- Вимірювання сукупності впливів, які люди відчувають під час споживання їжі (експозиції їжі) протягом свого життя, і того, як це впливає на здоров’я та благополуччя
- Роль науки і техніки та альтернативних продовольчих ресурсів у постачанні безпечніших, здоровіших і стійкіших продуктів харчування
- Молекулярна та клітинна біологія їжі та її вплив (позитивний і негативний) на здоров’я людини.

Теми, несумісні з обсягом журналу, включають:
- Фармакологічні дослідження in vivo або in vitro з використанням однієї чи кількох очищених сполук із їстівної сировини без чітких доказів даних про споживання їжі.
- Мікробіологічні дослідження на тваринах без прямого зв’язку з впливом їжі на здоров’я людини.